# Woodie Flowers
Woodie Claude Flowers (Jena, Luisiana, 1943 – 11 de outubro de 2019) foi um engenheiro mecânico estadunidense, com especialidade em projeto e desenvolvimento de novos produtos, professor emérito do Instituto de Tecnologia de Massachusetts (MIT).

## Biografia
Flowers estudou na Louisiana Tech University, onde obteve o bacharelado em 1966. Estudou depois no Instituto de Tecnologia de Massachusetts, onde obteve um M.S. (1968), M.E. (1971) e Ph.D. (1973), orientado por Bob Mann, com a tese "A man-interactive simulator system for above-knee prosthetics studies".
Flowers é "Distinguished Partner" do Olin College, membro da Academia Nacional de Engenharia dos Estados Unidos e fellow da Associação Americana para o Avanço da Ciência. Em 2007 recebeu um grau honoris causa da Universidad Andrés Bello.

### Obras citadas
- Stone, Brad (2007). Gearheads: The Turbulent Rise of Robotic Sports. [S.l.]: Simon and Schuster. ISBN 978-1-4165-8732-3